# 셰흐국

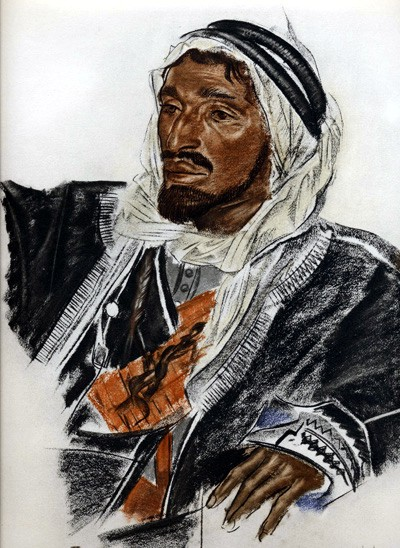
알렉산드레 야코레프가 그린 팔미라의 셰흐 사탐 드 하다딘.

셰흐돔(아랍어: مشيخة Mashyakhah[*], 영어: Sheikhdom, 문화어: 쉐이크국가) 또는 셰흐국은 셰흐족(아랍어: شيخ)이 통치하는 지리학적 지역 또는 사회를 의미한다. 셰흐돔은 아랍 국가, 특히 아라비아 반도 전역에 분포하고 있다.
이 단어는 보통 "왕국"이라는 단어 같이 정치 체제를 설명하는 용어로 사용하지만, 일부 국가는 셰흐돔이 지배하고 있지만 셰흐돔이라고 언급하지 않는 나라들도 있다.